# رود اولگا
رود اولگا (انگلیسی: Olga) یک رودخانه در سرزمین پریمورسکی کشور روسیه است.